# 世界棒球
《世界棒球》是由尼奧科技製作、智冠科技發行的一款棒球的PC遊戲。

## 遊戲簡介
2004年雅典奧運後，尼奧科技趁著一股「棒球熱」而推出《世界棒球》，而後又發行了《世界棒球 威力加強版》。本款遊戲因為授權關係，遊戲內的每位球員名字都有一個錯字。
遊戲中分成「自由對戰」、「奧運」、「球季賽」三大模式，各有不同的樂趣，遊戲方式跟MVP系列及《實況野球》並無太大差異。

## 基本配備
- 作業系統：Windows 98/ME/2000/XP 中文版
- 記憶體：256MB以上
- 硬碟空間：500MB
- 音效配備：支援DirectSound之音效卡

## 相關連結
- 巴哈姆特介紹 （页面存档备份，存于）